# پیش از اینکه ناپدید شوم
پیش از اینکه ناپدید شوم (به انگلیسی: Before I Disappear) یک فیلم درام و محصول سال ۲۰۱۴ آمریکا به کارگردانی شان کریستنسن است.
این فیلم یک اقتباس بلند از برنده جایزه اسکار فیلم کوتاه ۲۰۱۲، حکومت نظامی است.
این فیلم برای توزیع به‌دست شرکت آی‌اف‌سی فیلمز در ۵ اوت ۲۰۱۴ به پایان یافت و در ۲۸ نوامبر، ۲۰۱۴ منتشر شد.

## بازیگران
- شان کریستنسن در نقش ریچی
- فاتیما پتاچک در نقش سوفیا
- امی رسوم در نقش مگی، مادر سوفیا
- پل ویسلی در نقش گیدیون
- ران پرلمن در نقش بیل، رئیس کلوپ
- ریچارد شیف در نقش بروس وارهام، وکیلی از سوی گیدیون
- فرَن کرَنز در نقش دارن، پدر سوفیا
- ایزابل مک نالی در نقش ویستا، دوست‌دختر ریچی

نکته: در حکومت نظامی کیم آلن نقش مگی، مادر سوفیا را ایفا می‌کند.

## جوایز
| جایزه                               | دسته‌بندی                         | گیرنده                  | نتیجه    |
| ----------------------------------- | -------------------------------- | ----------------------- | -------- |
| South by Southwest                  | جایزه تماشاگران                  | پیش از اینکه ناپدید شوم | برنده    |
| South by Southwest                  | جایزهٔ بزرگ هیئت داوران           | پیش از اینکه ناپدید شوم | نامزدشده |
| جشنواره فیلم ویل                    | بهترین ویژگی فیلم                | پیش از اینکه ناپدید شوم | برنده    |
| جشنواره مستقل فیلم اشلند            | بهترین فیلمبرداری                | دنیل کتز                | برنده    |
| جشنواره فیلم نشویل                  | جایزه بزرگ هیئت داوران           | پیش از اینکه ناپدید شوم | برنده    |
| جشنواره فیلم هیل کانتری             | بهترین ویژگی فیلم                | پیش از اینکه ناپدید شوم | برنده    |
| هفتاد و یکمین جشنواره فیلم ونیز     | جایزهٔ روزهای ونیز                | پیش از اینکه ناپدید شوم | نامزدشده |
| جشنواره فیلم شمال شرقی              | بهترین ویژگی فیلم                | پیش از اینکه ناپدید شوم | برنده    |
| جشنواره فیلم شمال شرقی              | بهترین کارگردان                  | شان کریستنسن            | برنده    |
| جشنواره فیلم شمال شرقی              | بهترین بازیگر مرد                | شان کریستنسن            | برنده    |
| جشنواره فیلم شمال شرقی              | بهترین بازیگر زن                 | فاتیما پتاچک            | برنده    |
| جشنواره فیلم شمال شرقی              | بهترین بازیگر مرد نقش حمایتی     | ران پرلمن               | نامزدشده |
| جشنواره فیلم شمال شرقی              | بهترین بازیگر مرد نقش حمایتی     | پل ویزلی                | نامزدشده |
| جشنواره فیلم شمال شرقی              | بهترین بازیگر زن نقش حمایتی      | ایزابل مک نالی          | نامزدشده |
| جشنواره فیلم شمال شرقی              | بهترین بازیگر زن نقش حمایتی      | امی رسوم                | برنده    |
| جشنواره فیلم شمال شرقی              | بهترین فیلمنامه                  | پیش از اینکه ناپدید شوم | نامزدشده |
| فیلم متحرک افق ایندی                | برنده جشنواره                    | پیش از اینکه ناپدید شوم | برنده    |
| فیلم متحرک افق ایندی                | بهترین ویژگی                     | پیش از اینکه ناپدید شوم | برنده    |
| فیلم متحرک افق ایندی                | مورد علاقه طرفداران              | پیش از اینکه ناپدید شوم | برنده    |
| جشنواره فیلم و موسیقی نیم مایل جهنم | بهترین بازیگر نقش اول مرد        | شان کریستنسن            | برنده    |
| جشنواره فیلم و موسیقی نیم مایل جهنم | بهترین فیلمبرداری                | دنیل کتز                | برنده    |
| جشنواره فیلم و موسیقی نیم مایل جهنم | جایزهٔ تماشاگران                  | پیش از اینکه ناپدید شوم | برنده    |
| جشنواره فیلم هالیوود                | بهترین ویژگی روایت               | پیش از اینکه ناپدید شوم | برنده    |
| جشنواره فیلم کالینزویل              | بهترین فیلم بلند منتخب تماشاگران | پیش از اینکه ناپدید شوم | برنده    |
| جشنواره فیلم کالینزویل              | بهترین ویژگی روایت               | پیش از اینکه ناپدید شوم | برنده    |